# Rue Bachaumont
La rue Bachaumont est une voie du 2e arrondissement de Paris, en France.

## Situation et accès
La rue Bachaumont est une voie publique située dans le 2e arrondissement de Paris. Elle débute au 63, rue Montorgueil et se termine au 78, rue Montmartre.
Le quartier est desservi par la ligne 3 à la station Sentier.

## Origine du nom

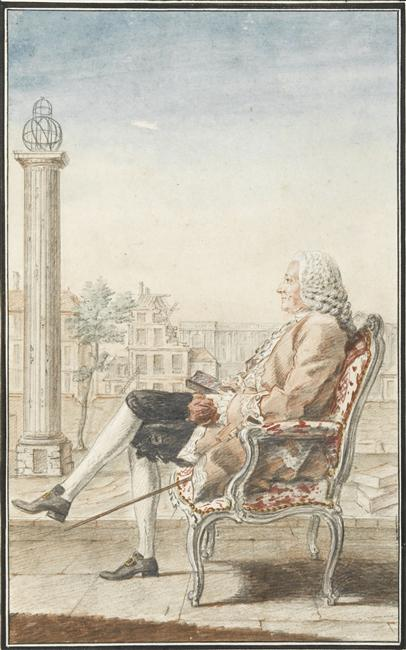
Louis Petit de Bachaumont.

La rue tient son nom du littérateur Louis Petit de Bachaumont (1690-1771).

## Historique
Voie ouverte en 1899 sur des terrains d'Ahmed Ben Aïad (achetés par vente sur licitation le 18 juin 1884), fils du général Mahmoud Ben Aïad qui, ayant hérité ensuite du passage, le fit démolir en 1899 pour ouvrir cette rue, après avoir fermé la galerie des saumons en 1884 (création du Passage Ben-Aïad), faute d’activité.
Elle prend sa dénomination actuelle par arrêté préfectoral du 7 décembre 1900. 
En octobre 2014, une plaque est installée au croisement de la rue Bachaumont et de la rue Montorgueil, pour rendre hommage à Bruno Lenoir, un cordonnier et Jean Diot, un domestique, arrêtés le 4 janvier 1750 et brûlés vifs en place de Grève le 6 juillet de la même année pour motif d'homosexualité : il s'agit de la dernière exécution pour homosexualité en France.

## Bâtiments remarquables et lieux de mémoire
- Le passage Ben-Aïad traverse cette rue

- Le no 10 accueille le siège de l'ancien syndicat de la Charcuterie française, construit après l'ouverture de cette rue en 1902. L'escalier et ses revêtements de plaques publicitaires ainsi que son vitrail, et la façade à arcades monumentales couronnée d'un balcon curviligne, constituent les seuls éléments réellement intéressants de l'immeuble qui ont entrainé sont classement partiel au titre des monuments historiques[3].

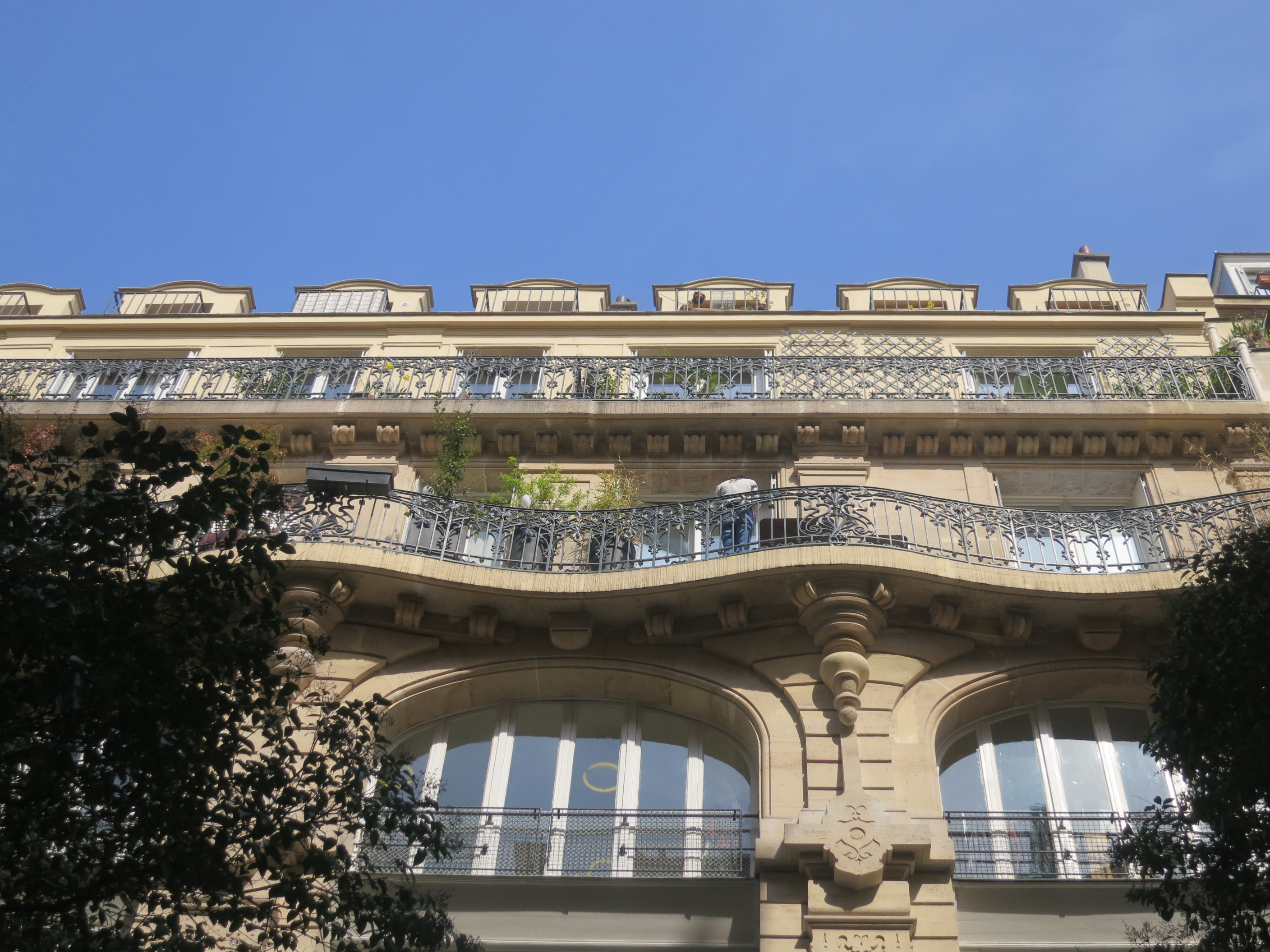
Immeuble du no 10 de la rue Bachaumont
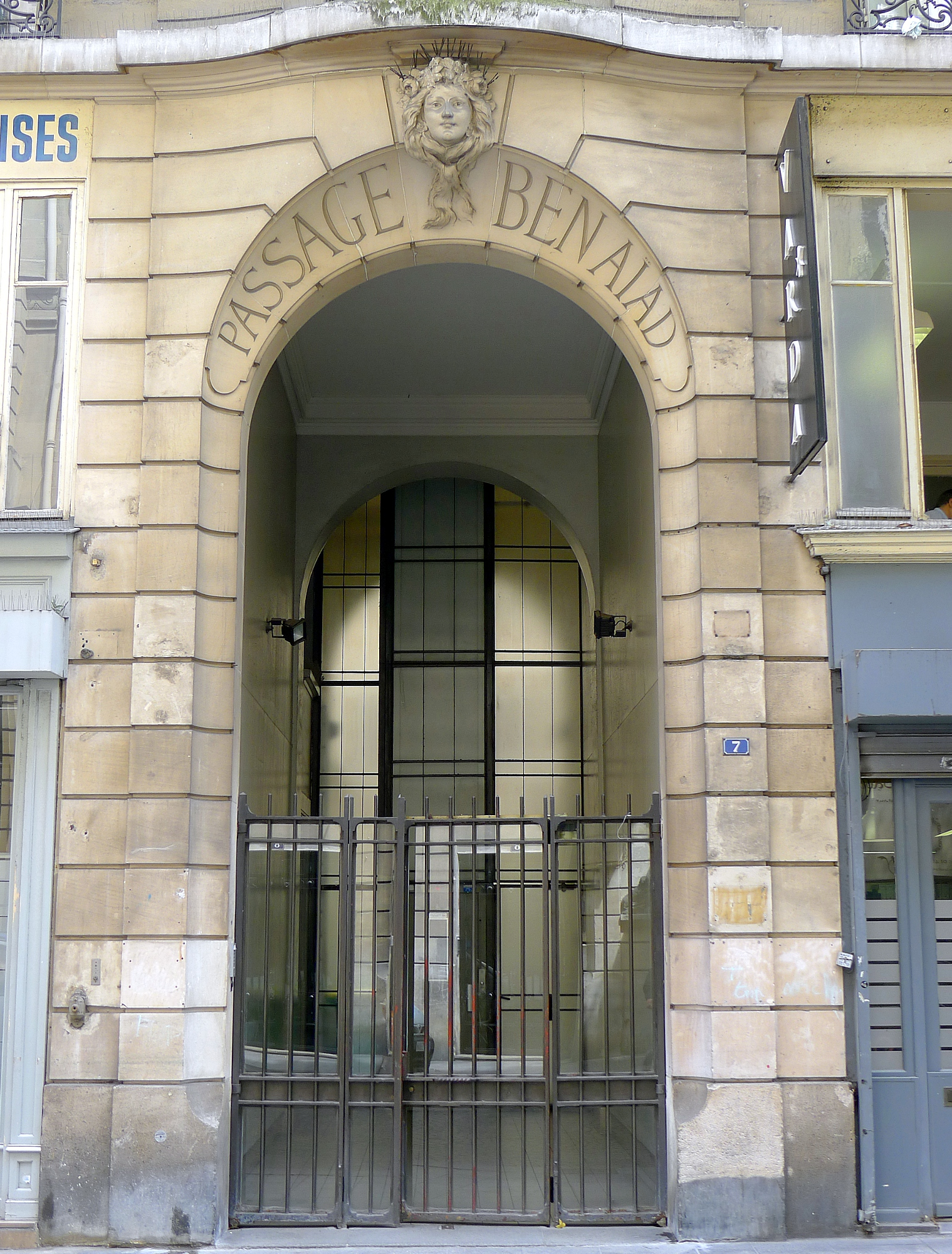
Passage Ben-Aïad, côté impair.
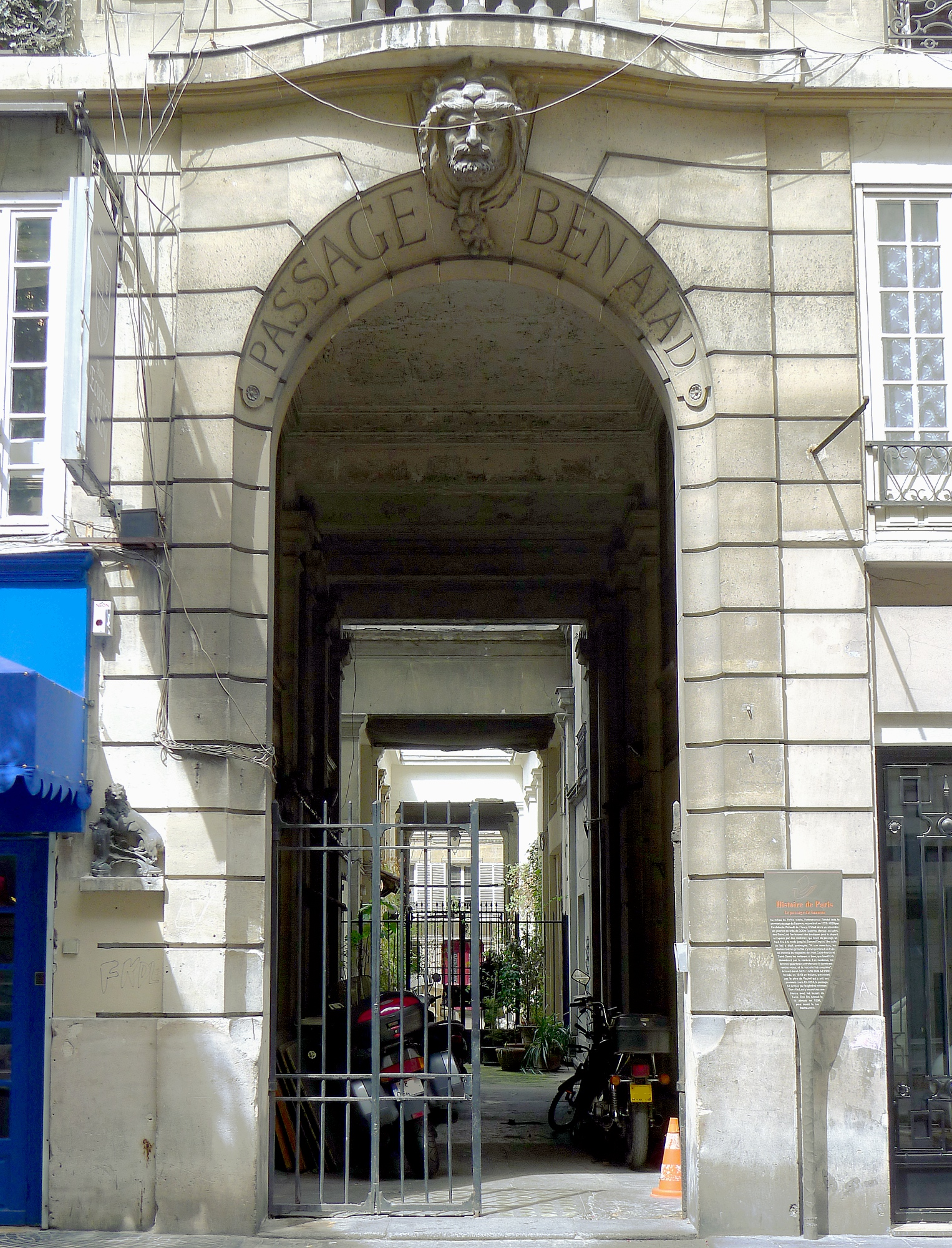
Côté pair.
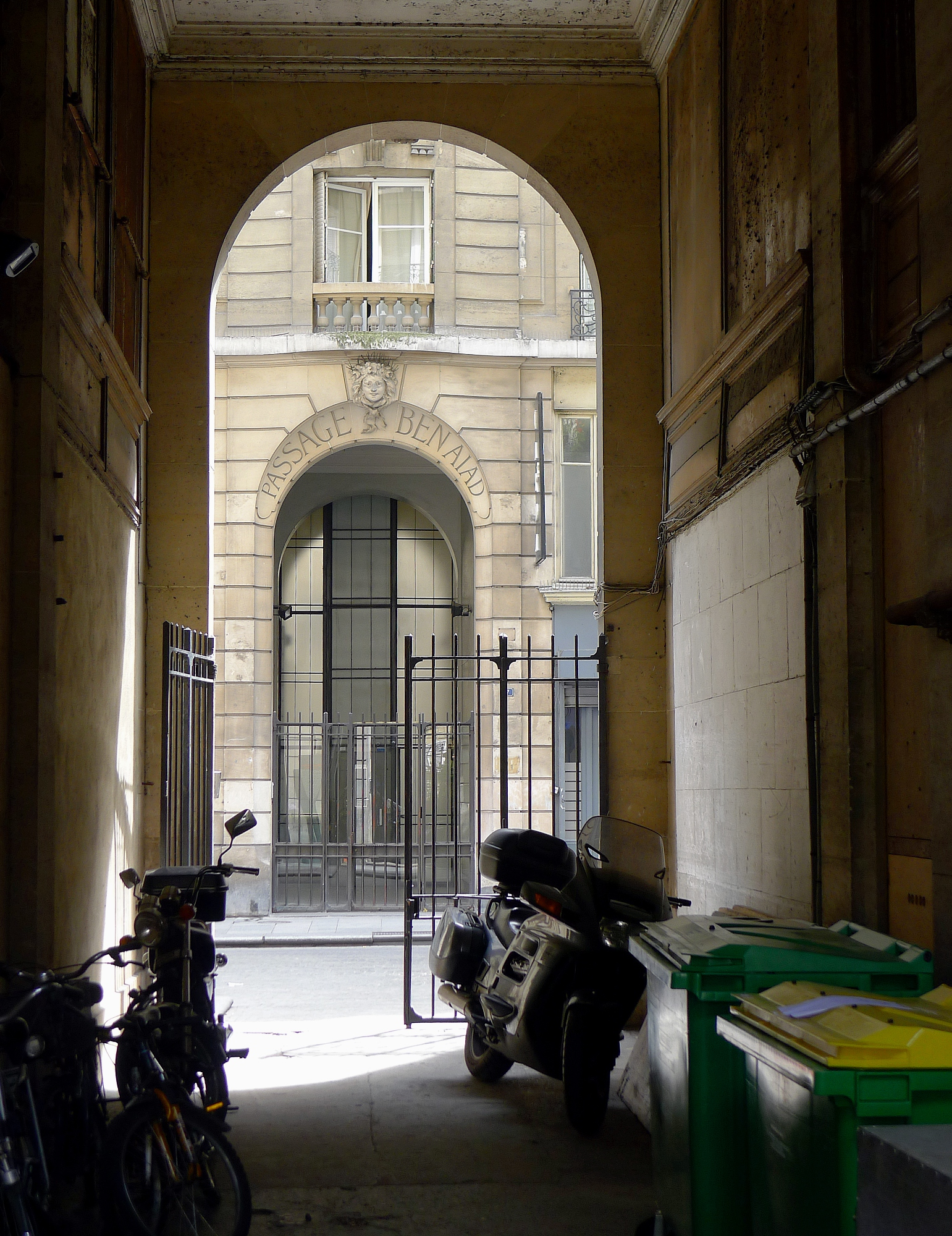
Passage Ben-Aïad vu en enfilade au niveau de la rue Bachaumont.
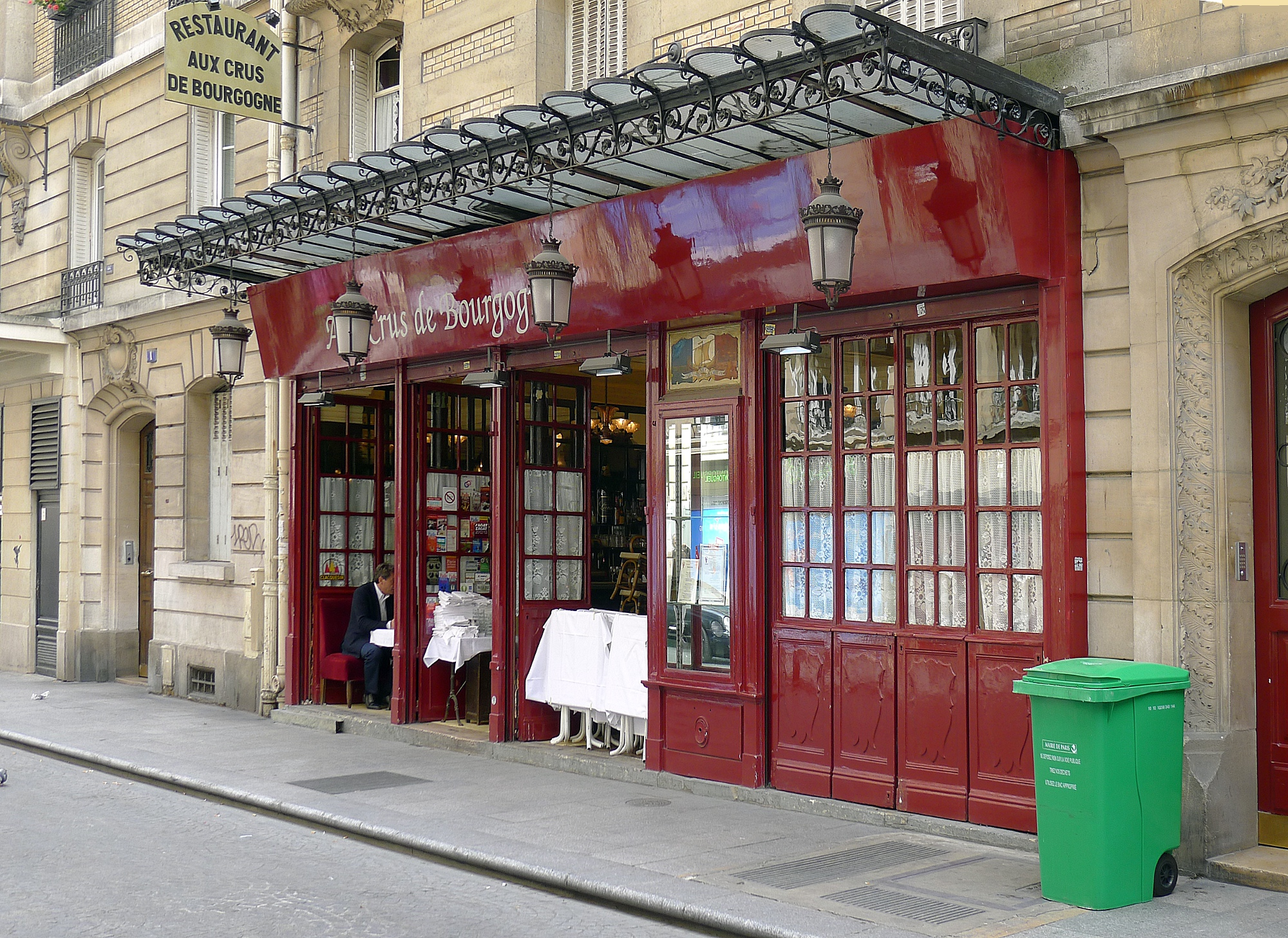
Vieux restaurant.

## Pour approfondir